# São Sebastião do Caí
São Sebastião do Caí là một đô thị thuộc bang Rio Grande do Sul, Brasil. Đô thị này có diện tích 111,452 km², dân số năm 2007 là 20359 người, mật độ 182,67 người/km².